# Luiza Bairros
Luiza Helena de Bairros (Porto Alegre, 27 de março de 1953 — Porto Alegre, 12 de julho de 2016) foi uma administradora brasileira. Foi ministra-chefe da Secretaria de Políticas de Promoção da Igualdade Racial do Brasil entre 2011 e 2014.

## Biografia
Fez sua carreira política na Bahia, onde era radicada. Formada em Administração pela Universidade Federal do Rio Grande do Sul, possuía Mestrado em Ciências sociais pela Universidade Federal da Bahia e doutorado em Sociologia pela Universidade de Michigan.
Organizou vários livros e escreveu diversos artigos sobre racismo, sexismo e o negro no mercado de trabalho. Muitos de seus textos foram publicados pelas revistas Afro-Ásia, Bahia Análise & Dados, Caderno CRH, Estudos Feministas, Humanidades, e Força de Trabalho e Emprego, além de livros e periódicos das Nações Unidas no Brasil. Um de seus mais famosos artigos é “Nossos feminismos revisitados”, de 1995.

Morreu em 12 de julho de 2016, vítima de um câncer no pulmão. Em outubro de 2016, foi criado o Coletivo Luiza Bairros, em Salvador, para a construção de uma permanente política de ações afirmativas na UFBA.